# Spravodlivosť
SPRAVODLIVOSŤ (v letech 2011-2023: 99 % - občiansky hlas, často zkráceně 99 %) je slovenská levicová sociálně demokratická politická strana založená hnutím 99% (občanská iniciativa). Strana je registrována od 6. prosince 2011 se záměrem získat mandáty v předčasných parlamentních volbách, které se konaly 10. března 2012. Tento cíl se straně naplnit nepodařilo.

## Volební výsledky
| Volby | Počet hlasů | Hlasy v % | Počet mandátů | Mandáty v % | Úloha v parlamentu |
| ----- | ----------- | --------- | ------------- | ----------- | ------------------ |
| 2012  | 40 488      | 1,58      | 0             | 0           | mimo parlament     |
| 2020  | 991         | 0,03      | 0             | 0           | mimo parlament     |
| 2023  | 1 335       | 0,04      | 0             | 0           | mimo parlament     |